# NGC 3228
NGC 3228 في الفهرس العام الجديد، هو عنقود نجمي، يقع في كوكبة الشراع. اكتشف في 1751 . بواسطة نيكولاس لويس دو لكيل .

## روابط خارجية
- NGC 3228 على موقع ويكي سكاي: DSS2, SDSS, GALEX, IRAS, Hydrogen α, X-Ray, Astrophoto, Sky Map, Articles and images